# Bor (cratera)
Bor é uma cratera marciana. Tem como característica 4.3 quilômetros de diâmetro. Deve o seu nome a Bor, uma localidade da Rússia.